# 白蘭の歌
『白蘭の歌』（びゃくらんのうた）は、東宝映画・満洲映画協会製作、1939年（昭和14年）公開の日本・満州国合作の国策映画、およびその主題歌である。映画の主演は長谷川一夫、李香蘭、霧立のぼる。原作は久米正雄。主題歌「白蘭の歌」は作詞：久米正雄、作曲：竹岡信幸、歌唱：伊藤久男、二葉あき子。

## 映画
昭和14年（1939年）、東宝映画（現在の東宝）と満洲映画協会の合作で製作された国策映画。原作は久米正雄が東京日日新聞と大阪毎日新聞（ともに現在の毎日新聞）に連載した新聞連載小説である。長谷川一夫・李香蘭の主演による「大陸三部作」（「白蘭の歌」、「支那の夜」、「熱砂の誓ひ」）の第1作目。満州を舞台に、長谷川一夫扮する満鉄の少壮技師と李香蘭扮する満州の富豪の娘のラブロマンスを描いた恋愛大河ドラマ。
- 監督：渡辺邦男
- 出演
  - 松村康吉：長谷川一夫
  - 李雪香：李香蘭
  - 杏子（康吉の上司の娘）：霧立のぼる
  - 悦子（杏子の妹）：悦ちゃん
  - 徳雄（康吉の次弟）：斎藤秀雄
  - 京子（徳雄の婚約者）：山根寿子
  - 克之（康吉の末弟）：中村英男
  - 李苑東（雪香の父）：王宇培
  - 程応棋（苑東の義弟）：崔徳厚
  - 程資文（雪香の従兄、応棋の息子）：徐聡
  - 八丁（満鉄建設局長・康吉の上司）：高堂国典
  - 秋山三郎（康吉の親友）：小杉義男
  - 康吉の叔父：御橋公
  - 康吉の従姉妹（叔父の娘）：江波和子
  - 芸者・歌丸：清川虹子
  - 移民村団長：榊田敬治
  - 移民村の隣人・安田：谷三平
  - 安田の妻：加藤欣子
  - 測量隊長・大森：原文雄
  - 測量隊員・鈴木：大杉晋
  - 測量隊員・三浦：手塚勝巳
  - 義勇軍訓練所長・後藤：進藤英太郎
  - 満鉄総裁：小島洋々
  - 満鉄副総裁：生方賢一郎
  - 満鉄理事：藤田進、藤輪欣治、柏原徹
  - 下男：横山運平

### ストーリー
満鉄の技師・松村康吉は満洲の富豪の娘・李雪香と恋仲だったが、共産主義を奉じる雪香の従兄・程資文はそれを苦々しく思っていた。そんなとき康吉の実家が莫大な借金を抱えることになり、それを返済するため康吉は満鉄を退社、弟徳雄とその婚約者京子とともに満洲の開拓村に移り住む。雪香は康吉から手紙が来ないのを訝しみ、開拓村を訪れるが、京子を康吉の妻と誤解して去る。日本人にだまされたと思った雪香は従兄資文の勧めで抗日軍に入るが、実は二人の手紙を途中で止めていたのは資文の策略だった。
やがて盧溝橋事件が勃発。満鉄に戻って鉄道建設現場にいる康吉を軍使として訪ねた雪香は事の真相を知り、深く反省する。そこに抗日軍の攻撃が行われ、戦いの中、康吉と雪香はともに鉄道を守って戦い、命を落とす。

### 主題歌
昭和14年（1939年）公開の国策映画「白蘭の歌」の主題歌。久米正雄の詞と長大かつ流麗な前奏が美しい。同じく主題歌として「いとしあの星」がある。映画ではタイトルバックに「いとしあの星」が歌われ、「白蘭の歌」は康吉らが満洲の開拓村に馬車で向かうシーンで流される。
「いとしあの星」は李香蘭も持ち歌としているが、レコード会社の関係（当時、作曲家と同じ会社に所属する歌手しか吹き込めなかった）で、レコード盤の歌唱は渡辺はま子である。李香蘭は映画の中で「何日君再来」と「荒城の月」を歌っている。(尚、『いとしの星』は、後にシンガポールで黄清元によってカヴァーされ、今でも中国系住民を中心に人気がある。)
- 「白蘭の歌」（1940年1月発売）

作詞：久米正雄
作曲：竹岡信幸
歌：伊藤久男、二葉あき子
- 「いとしあの星」（1940年1月発売）

作詞：サトウハチロー
作曲：服部良一
歌：渡辺はま子

### ビデオソフト
- 一般家庭にビデオが普及する前の1981年頃、東宝からVHSが2万5000円で発売されていた[2]。
- その後、会員制ビデオ通信販売機構・キネマ倶楽部から、「日本傑作映画全集」レーベルの1本（品番：TND1576）としてVHSソフトが発売されていた。
- 2014年現在、DVD化やBD化は行われていない。